# (3930) Vasilev
(3930) Vasilev est un astéroïde de la ceinture principale.

## Description
(3930) Vasilev est un astéroïde de la ceinture principale. Il fut découvert le 25 octobre 1982 à Naoutchnyï par Lioudmila Jouravliova. Il présente une orbite caractérisée par un demi-grand axe de 3,13 UA, une excentricité de 0,16 et une inclinaison de 1,2° par rapport à l'écliptique.

## Compléments